# Alejandro Esquer Verdugo
Rosario Alejandro Esquer Verdugo (Ciudad Obregón, Sonora; 13 de septiembre de 1953) es un ingeniero civil y político mexicano, miembro del partido Morena. Actualmente se desempeña como senador de la República desde el 1 de septiembre de 2024 y fue secretario particular del presidente Andrés Manuel López Obrador de 2018 a 2024.  

## Trayectoria política
Trabajó de 1977 a 1979 en la Secretaría de Agricultura y Recursos Hidráulicos y de 1980 a 1983 en la Coordinación de Proyectos de Desarrollo durante la presidencia de José López Portillo; posteriormente, durante la presidencia de Miguel de la Madrid, trabajó en la Secretaría de Desarrollo Urbano y Ecología de 1983 a 1984. Para 1985 y hasta 1986 fue secretario particular del director general del Fideicomiso Lázaro Cárdenas. 
Entre 1993 y 1994 fue miembro de la campaña de Cuauhtémoc Cárdenas en su candidatura a la Presidencia de la República por el Partido de la Revolución Democrática (PRD). De 1996 a 1999 fue secretario particular de Andrés Manuel López Obrador, en ese entonces presidente del PRD. 
El 6 de noviembre de 2002 fue nombrado secretario particular de la Jefatura de Gobierno del Distrito Federal en sustitución de René Bejarano. El 21 de noviembre de 2015 fue elegido secretario de Finanzas del Comité Ejecutivo Nacional de Morena, sucediendo a Marco Antonio Medina Pérez.
En 2018 fue nombrado por el presidente Andrés Manuel López Obrador como Secretario particular del Presidente de la República, cargo que desempeñó hasta 2024.
En 2024, Esquer formó parte de la lista de senadores plurinominales de Morena, en la tercera posición, asumiendo el cargo el 1 de septiembre de 2024.